# Championnat de France féminin de football 2018-2019
Navigation
Édition précédente Édition suivante
La Division 1 2018-2019  est la 45e édition du championnat de France féminin de football. Le premier niveau du championnat féminin oppose douze clubs français en une série de vingt-deux rencontres jouées durant la saison de football. La compétition débute en septembre 2018 et s'achève en mai 2019.
Les deux premières places du championnat sont qualificatives pour la Ligue des champions féminine de l'UEFA alors que les deux dernières places sont synonymes de relégation en Division 2.
Lors de l'exercice précédent, le Dijon FCO et le FC Metz ont gagné le droit d'évoluer dans cette compétition après avoir fini premier de leurs groupes respectifs de seconde division.
L'Olympique lyonnais et le Paris Saint-Germain, respectivement champion et vice-champion en 2018, sont quant à eux, les représentants français en Ligue des champions féminine de l'UEFA 2018-2019.

## Participants
Ce tableau présente les douze équipes qualifiées pour disputer le championnat 2018-2019. On y trouve le nom des clubs, le nom des entraîneurs et leur nationalité, la date de création du club, l'année de la dernière montée au sein de l'élite, leur classement de la saison précédente, le nom des stades ainsi que la capacité de ces derniers.
Légende des couleurs
- Qualifié pour la phase finale de la Ligue des champions 2018-2019.
- Promu de Division 2.

| Nom du club           | Entraîneur                          | DC   | DM   | Cls 2018 | Stade                                     | Capacité | Nb T. |
| --------------------- | ----------------------------------- | ---- | ---- | -------- | ----------------------------------------- | -------- | ----- |
| Olympique lyonnais    | Reynald Pedros                      | 1970 | 1978 | 1        | Groupama OL Training Center               | 1 526    | 15    |
| Paris SG              | Olivier Echouafni                   | 1971 | 2001 | 2        | Stade Jean-Bouin                          | 18 000   | /     |
| Montpellier HSC       | Jean-Louis Saez                     | -    | 1997 | 3        | Stade Jules Rimet                         | 500      | 2     |
| Paris FC              | Pascal Gouzènes Sandrine Soubeyrand | 1971 | 1986 | 4        | Stade Georges-Maquin                      | 2 000    | 6     |
| ASJ Soyaux            | Sébastien Joseph                    | 1968 | 2013 | 5        | Stade Léo-Lagrange                        | 400      | 1     |
| Lille OSC             | Dominique Carlier Rachel Saïdi      | 1978 | 2017 | 6        | Terrain annexe du Stadium Lille Métropole |          | /     |
| Girondins de Bordeaux | Jérôme Dauba                        | 1981 | 2016 | 7        | Stade Sainte-Germaine                     | 7 000    | /     |
| FC Fleury 91          | Jean-Claude Daix Habib Boumezoued   | -    | 2017 | 8        | Stade Auguste-Gentelet                    | 2000     | /     |
| Rodez AF              | Sabrina Viguier                     | 1993 | 2010 | 9        | Stade Paul-Lignon                         | 5 548    | /     |
| EA Guingamp           | Frédéric Biancalani                 | 1973 | 2006 | 10       | Stade Fred-Aubert                         | 13 500   | 1     |
| FC Metz               | David Fanzel Manuel Peixoto         | 1999 | 2018 | D2       | Stade Municipal du Batzenthal             | 3 000    | /     |
| Dijon FCO             | Yannick Chandioux                   | 2010 | 2018 | D2       | Stade des Poussots                        | 498      | /     |

Localisation des clubs engagés dans le championnat
| \| Olympique lyonnais Montpellier HSC Paris Saint-Germain Paris FC EA Guingamp ASJ Soyaux Rodez AF Girondins de Bordeaux Lille OSC FC Fleury Dijon FCO FC Metz \| |
| Olympique lyonnais Montpellier HSC Paris Saint-Germain Paris FC EA Guingamp ASJ Soyaux Rodez AF Girondins de Bordeaux Lille OSC FC Fleury Dijon FCO FC Metz       |

## Compétition

### Classement
Le classement est calculé avec le barème de points suivant : depuis la saison 2016-2017, une victoire vaut trois points, le match nul un point et la défaite zéro  (retrait d'un point en cas de forfait).
Les critères utilisés pour départager en cas d'égalité au classement sont les suivants :
1. classement aux points des matchs joués entre les clubs ex æquo ;
2. différence entre les buts marqués et les buts concédés par chacun d’eux au cours des matchs qui les ont opposés ;
3. différence entre les buts marqués et les buts concédés sur la totalité des matchs joués dans le championnat ;
4. plus grand nombre de buts marqués sur la totalité des matchs joués dans le championnat ;
5. en cas de nouvelle égalité, une rencontre supplémentaire aura lieu sur terrain neutre avec, éventuellement, l’épreuve des tirs au but.

| Rang | Équipe                | Pts | J  | G  | N | P  | Bp | Bc | Diff |
| ---- | --------------------- | --- | -- | -- | - | -- | -- | -- | ---- |
| 1    | Olympique lyonnais T  | 62  | 22 | 20 | 2 | 0  | 89 | 6  | +83  |
| 2    | Paris SG              | 57  | 22 | 18 | 3 | 1  | 62 | 16 | +46  |
| 3    | Montpellier HSC       | 39  | 22 | 12 | 3 | 7  | 51 | 27 | +24  |
| 4    | Girondins de Bordeaux | 34  | 22 | 10 | 4 | 8  | 26 | 34 | -8   |
| 5    | Paris FC              | 32  | 22 | 9  | 5 | 8  | 34 | 28 | +6   |
| 6    | ASJ Soyaux            | 27  | 22 | 7  | 6 | 9  | 19 | 37 | -18  |
| 7    | EA Guingamp           | 24  | 22 | 6  | 6 | 10 | 24 | 33 | -9   |
| 8    | Dijon FCO P           | 24  | 22 | 7  | 3 | 12 | 29 | 44 | -15  |
| 9    | FC Fleury             | 22  | 22 | 5  | 7 | 10 | 24 | 34 | -10  |
| 10   | FC Metz P             | 19  | 22 | 6  | 1 | 15 | 21 | 63 | -42  |
| 11   | Lille OSC             | 18  | 22 | 4  | 6 | 12 | 20 | 43 | -23  |
| 12   | Rodez AF              | 13  | 22 | 3  | 4 | 15 | 14 | 48 | -34  |

| Légende : | Légende : |
| --------- | --- |
|           | Qualifié pour la Ligue des champions 2019-2020 (Seizièmes de finale). |
|           | Relégué en Division 2. |
|           | T Tenant du titre. P Promu de Division 2. C Vainqueur de la Coupe de France 2018-2019. Pts points ; G victoires ; N match nuls ; P défaites Bp buts marqués ; Bc buts encaissés ; Diff différence de buts |

### Résultats
| Résultats (▼dom., ►ext.)                                   | Bor | Dij | Fle | Gui | Lil | Lyo | Met  | Mon | PFC | Par | Rod | Soy |
| Girondins de Bordeaux                                      |     | 1-0 | 1-1 | 0-0 | 2-1 | 1-7 | 2-0  | 2-2 | 1-1 | 0-2 | 2-0 | 0-1 |
| Dijon FCO                                                  | 1-2 |     | 2-1 | 1-1 | 1-0 | 0-4 | 3-0  | 0-1 | 0-5 | 0-2 | 1-1 | 3-0 |
| FC Fleury                                                  | 1-2 | 3-2 |     | 1-2 | 4-1 | 1-1 | 2-1  | 1-0 | 1-1 | 0-1 | 0-0 | 1-1 |
| EA Guingamp                                                | 0-1 | 1-1 | 4-1 |     | 3-0 | 0-3 | 2-0  | 1-5 | 0-1 | 1-1 | 3-0 | 0-1 |
| Lille OSC                                                  | 0-2 | 1-3 | 0-0 | 3-3 |     | 0-8 | 2-1  | 1-1 | 2-1 | 1-3 | 0-1 | 1-0 |
| Olympique lyonnais                                         | 3-0 | 5-0 | 4-1 | 7-0 | 1-0 |     | 3-0  | 2-1 | 5-0 | 5-0 | 4-0 | 4-0 |
| FC Metz                                                    | 1-0 | 1-4 | 0-2 | 2-1 | 2-0 | 0-5 |      | 0-7 | 0-1 | 1-3 | 3-1 | 0-1 |
| Montpellier HSC                                            | 0-1 | 4-1 | 3-1 | 1-0 | 3-2 | 0-5 | 11-0 |     | 2-0 | 0-3 | 5-0 | 2-0 |
| Paris FC                                                   | 5-0 | 4-0 | 2-1 | 2-0 | 0-0 | 1-4 | 2-2  | 0-1 |     | 1-3 | 4-0 | 0-0 |
| Paris SG                                                   | 6-2 | 2-0 | 4-0 | 1-0 | 1-1 | 1-1 | 7-1  | 4-0 | 5-1 |     | 3-0 | 2-0 |
| Rodez AF                                                   | 1-4 | 1-4 | 0-0 | 0-1 | 2-3 | 0-2 | 2-3  | 2-1 | 1-0 | 1-2 |     | 0-0 |
| ASJ Soyaux                                                 | 1-0 | 4-2 | 2-1 | 1-1 | 1-1 | 0-6 | 2-3  | 1-1 | 0-2 | 0-6 | 3-1 |     |
| - Victoire à domicile - Match nul - Victoire à l'extérieur |     |     |     |     |     |     |      |     |     |     |     |     |

## Bilan de la saison
| Championnat de France féminin de football 2018-2019 |                                |
| Champion                                            | Olympique lyonnais (13e titre) |
| Coupes et trophées                                  |                                |
| Vainqueur Coupe de France 2018-2019                 | Olympique lyonnais             |
| Qualifications continentales                        |                                |
| Ligue des champions 2019-2020                       | Olympique lyonnais             |
| Ligue des champions 2019-2020                       | Paris Saint-Germain            |
| Promotions et relégations                           |                                |
| Promus en Division 1                                | Stade de Reims                 |
| Promus en Division 1                                | Olympique de Marseille         |
| Relégués en Division 2                              | Rodez AF                       |
| Relégués en Division 2                              | Lille OSC                      |

## Statistiques

### Évolution du classement
Leader du championnat
Évolution du classement
- Qualifié pour la phase finale de la Ligue des champions.
- Relégué en Division 2.

| Club                  | 1  | 2  | 3  | 4  | 5  | 6  | 7  | 8  | 9  | 10 | 11 | 12 | 13 | 14 | 15 | 16 | 17 | 18 | 19 | 20 | 21 | 22 | Lead | Rel. |
| --------------------- | -- | -- | -- | -- | -- | -- | -- | -- | -- | -- | -- | -- | -- | -- | -- | -- | -- | -- | -- | -- | -- | -- | ---- | ---- |
| Olympique lyonnais    | 1  | 1  | 1  | 1  | 1  | 1  | 1  | 1  | 1  | 1  | 1  | 1  | 1  | 1  | 1  | 1  | 1  | 1  | 1  | 1  | 1  | 1  | 22   |      |
| Paris SG              | 4  | 2  | 2  | 2  | 2  | 2  | 2  | 2  | 2  | 2  | 2  | 2  | 2  | 2  | 2  | 2  | 2  | 2  | 2  | 2  | 2  | 2  |      |      |
| Montpellier HSC       | 6  | 4  | 8  | 10 | 10 | 10 | 8  | 8  | 5  | 5  | 4  | 3  | 3  | 4  | 4  | 4  | 4  | 4  | 3  | 4  | 3  | 3  |      |      |
| Paris FC              | 3  | 8  | 6  | 8  | 8  | 7  | 5  | 3  | 4  | 4  | 3  | 4  | 4  | 6  | 5  | 5  | 5  | 5  | 5  | 5  | 5  | 5  |      |      |
| ASJ Soyaux            | 2  | 7  | 10 | 6  | 7  | 8  | 9  | 9  | 9  | 9  | 8  | 9  | 9  | 8  | 8  | 9  | 9  | 9  | 7  | 6  | 6  | 6  |      |      |
| Lille OSC             | 12 | 9  | 7  | 9  | 9  | 9  | 10 | 10 | 10 | 10 | 11 | 10 | 10 | 10 | 11 | 11 | 11 | 11 | 11 | 11 | 11 | 11 |      | 10   |
| Girondins de Bordeaux | 8  | 5  | 4  | 5  | 3  | 3  | 4  | 7  | 8  | 7  | 7  | 5  | 5  | 3  | 3  | 3  | 3  | 3  | 4  | 3  | 4  | 4  |      |      |
| FC Fleury             | 7  | 3  | 3  | 4  | 4  | 5  | 7  | 5  | 6  | 6  | 6  | 8  | 6  | 5  | 6  | 6  | 6  | 6  | 6  | 7  | 8  | 9  |      |      |
| Rodez AF              | 10 | 12 | 12 | 12 | 12 | 12 | 12 | 12 | 12 | 12 | 12 | 12 | 12 | 12 | 12 | 12 | 12 | 12 | 12 | 12 | 12 | 12 |      | 21   |
| EA Guingamp           | 11 | 11 | 11 | 7  | 6  | 6  | 3  | 6  | 3  | 3  | 5  | 6  | 7  | 7  | 7  | 7  | 7  | 7  | 8  | 9  | 7  | 7  |      | 3    |
| Dijon FCO             | 8  | 10 | 5  | 3  | 5  | 4  | 6  | 4  | 7  | 8  | 9  | 7  | 8  | 9  | 9  | 8  | 8  | 8  | 9  | 8  | 9  | 8  |      |      |
| FC Metz               | 5  | 6  | 9  | 11 | 11 | 11 | 11 | 11 | 11 | 11 | 10 | 11 | 11 | 11 | 10 | 10 | 10 | 10 | 10 | 10 | 10 | 10 |      | 10   |

### Moyennes de buts marqués par journée
Ce graphique représente le nombre de buts marqués lors de chaque journée.

### Joueuses
| Cls | Joueuse                 | Club                  | Buts |
| --- | ----------------------- | --------------------- | ---- |
| 1   | Marie-Antoinette Katoto | Paris SG              | 22   |
| 2   | Ada Hegerberg           | Olympique lyonnais    | 20   |
| 3   | Kadidiatou Diani        | Paris SG              | 13   |
| 3   | Clarisse Le Bihan       | Montpellier HSC       | 13   |
| 3   | Eugénie Le Sommer       | Olympique lyonnais    | 13   |
| 6   | Viviane Asseyi          | Girondins de Bordeaux | 12   |
| 6   | Linda Sällström         | Paris FC              | 12   |
| 8   | Amel Majri              | Olympique lyonnais    | 10   |
| 8   | Dzsenifer Marozsán      | Olympique lyonnais    | 10   |
| 10  | Janice Cayman           | Montpellier HSC       | 8    |
| 10  | Léa Khelifi             | FC Metz               | 8    |
| 10  | Wendie Renard           | Olympique lyonnais    | 8    |
| 10  | Gaëtane Thiney          | Paris FC              | 8    |

| Cls | Joueuse               | Club               | Passes |
| --- | --------------------- | ------------------ | ------ |
| 1   | Kadidiatou Diani      | Paris SG           | 12     |
| 2   | Ada Hegerberg         | Olympique lyonnais | 10     |
| 3   | Amel Majri            | Olympique lyonnais | 9      |
| 4   | Wang Shuang           | Paris SG           | 8      |
| 5   | Daphne Corboz         | FC Fleury 91       | 7      |
| 5   | Shanice van de Sanden | Olympique lyonnais | 7      |
| 7   | Clarisse Le Bihan     | Montpellier HSC    | 6      |
| 7   | Dzsenifer Marozsán    | Olympique lyonnais | 6      |
| 7   | Gaëtane Thiney        | Paris FC           | 6      |
| 10  | Isobel Christiansen   | Olympique lyonnais | 5      |
| 10  | Selma Bacha           | Olympique lyonnais | 5      |
| 10  | Janice Cayman         | Montpellier HSC    | 5      |

### Affluence

#### Meilleures affluences de la saison
| Rang | Match                                       | Journée | Date             | Affluence |
| ---- | ------------------------------------------- | ------- | ---------------- | --------- |
| 1    | Olympique lyonnais - Paris Saint-Germain    | J20     | 13 avril 2019    | 25 907    |
| 2    | Paris Saint-Germain - Olympique lyonnais    | J10     | 18 novembre 2018 | 8 704     |
| 3    | Girondins de Bordeaux - Paris Saint-Germain | J9      | 4 novembre 2018  | 4 192     |
| 4    | Dijon FCO - Olympique lyonnais              | J21     | 24 avril 2019    | 4 164     |
| 5    | Paris FC - Montpellier HSC                  | J21     | 24 avril 2019    | 3 479     |
| 6    | LOSC Lille - Paris Saint-Germain            | J15     | 13 janvier 2019  | 2 365     |
| 7    | Paris FC - Paris Saint-Germain              | J13     | 9 décembre 2018  | 2 341     |
| 8    | FC Metz - Olympique lyonnais                | J8      | 27 octobre 2018  | 1 955     |
| 9    | Paris Saint-Germain - Montpellier HSC       | J16     | 2 février 2019   | 1 709     |
| 10   | Girondins de Bordeaux - Olympique lyonnais  | J18     | 16 mars 2019     | 1 660     |

#### Affluence moyenne par journée
| Journée           | J1  | J2  | J3  | J4  | J5  | J6  | J7  | J8  | J9   | J10  | J11 | J12 | J13 | J14 | J15 | J16 | J17 | J18 | J19 | J20  | J21  | J22 |
| ----------------- | --- | --- | --- | --- | --- | --- | --- | --- | ---- | ---- | --- | --- | --- | --- | --- | --- | --- | --- | --- | ---- | ---- | --- |
| Affluence moyenne | 437 | 574 | 448 | 445 | 711 | 648 | 501 | 699 | 1088 | 1662 | 587 | 339 | 910 | 484 | 689 | 695 | 471 | 637 | 648 | 4738 | 1859 | 622 |

#### Affluence par club
| Domicile \ Extérieur  | ASJS | FCGB | DFCO | EAG | FCF | PFC  | PSG   | RAF | OL   | MHSC | LOSC | FCM  | Moyenne à domicile |
| --------------------- | ---- | ---- | ---- | --- | --- | ---- | ----- | --- | ---- | ---- | ---- | ---- | ------------------ |
| Soyaux                |      | 648  | 241  | 249 | 394 | 434  | 660   | 281 | 1267 | 401  | 419  | 308  | 482                |
| Bordeaux              | 427  |      | 375  | 451 | 503 | 576  | 4192  | 453 | 1660 | 493  | 555  | 445  | 921                |
| Dijon                 | 873  | 983  |      | 839 | 931 | 850  | 1024  | 607 | 4164 | 1008 | 863  | 289  | 1130               |
| Guingamp              | 274  | 369  | 306  |     | 447 | 376  | 777   | 335 | 735  | 446  | 453  | 386  | 446                |
| Fleury                | 177  | 225  | 287  | 221 |     | 435  | 360   | 144 | 775  | 311  | 222  | 302  | 314                |
| Paris FC              | 138  | 482  | 418  | 204 | 442 |      | 2341  | 282 | 727  | 3479 | 240  | 157  | 810                |
| Paris SG              | 683  | 1614 | 523  | 637 | 545 | 1391 |       | 860 | 8704 | 1709 | 904  | 1473 | 1731               |
| Rodez                 | 240  | 232  | 241  | 339 | 333 | 234  | 709   |     | 1156 | 363  | 583  | 366  | 436                |
| Lyon                  | 673  | 1090 | 734  | 645 | 881 | 973  | 25907 | 639 |      | 1260 | 1067 | 1503 | 3216               |
| Montpellier           | 109  | 211  | 155  | 201 | 129 | 371  | 275   | 92  | 364  |      | 242  | 175  | 211                |
| Lille                 | 1223 | 485  | 291  | 622 | 357 | 226  | 2365  | 219 | 663  | 334  |      | 988  | 707                |
| Metz                  | 291  | 108  | 116  | 205 | 278 | 398  | 667   | 450 | 1955 | 235  | 211  |      | 447                |
| Moyenne à l'extérieur | 464  | 586  | 335  | 419 | 476 | 569  | 3571  | 397 | 2015 | 913  | 524  | 581  | 904                |

A la verticale, le club qui reçoit, à l'horizontale le club qui se déplace.

## Distinctions individuelles
Trophées UNFP
Lors des trophées UNFP du football 2019, Dzsenifer Marozsán (Olympique lyonnais) est pour la troisième fois désignée meilleure joueuse, tandis que Marie-Antoinette Katoto (Paris Saint-Germain) est pour la seconde fois meilleure espoir.
Trophées FFF
La cérémonie des trophées de la D1, remis par la FFF, s'est tenue le 15 avril 2019 à Clairefontaine.
| Meilleure joueuse       | Meilleure espoir              | Meilleure gardienne     | Meilleur(e) entraîneur/euse          | Plus beau but                          | Meilleure arbitre   |
| ----------------------- | ----------------------------- | ----------------------- | ------------------------------------ | -------------------------------------- | ------------------- |
| Dzsenifer Marozsán (OL) | Marie-Antoinette Katoto (PSG) | Christiane Endler (PSG) | Jérôme Dauba (Girondins de Bordeaux) | Viviane Asseyi (Girondins de Bordeaux) | Maika Vanderstichel |